# 枚方市立中宮北小学校
枚方市立中宮北小学校（ひらかたしりつ なかみやきたしょうがっこう）は、大阪府枚方市中宮北町にあった公立小学校。
従来の枚方市立明倫小学校と枚方市立高陵小学校の校区を再編し、1980年に開校した。校区内にある市立ひらかた病院小児病棟に院内学級を設置し、同病院に入院中の児童への教育をおこなっていた。
2022年4月に枚方市立高陵小学校と統合して枚方市立禁野小学校となった。高陵小学校跡地に新校舎を建設し、新校舎建設工事中は現中宮北小学校校舎を使用する。

## 沿革
- 1980年4月1日 - 枚方市立中宮北小学校として、現在地に開校。
- 1980年6月2日 - PTA設立。
- 1980年12月12日 - 校歌制定（作曲・市川都志春） 。
- 1999年4月8日 - 養護学級設置。
- 1999年6月19日 - 太陽電池式時計、飼育舎改修披露。
- 2002年4月8日 - 実習用水田設置。
- 2022年4月1日 - 高陵小学校と統合して禁野小学校となる。

## 通学区域
- 枚方市 上野3丁目4番、禁野本町2丁目11番・12番・13番（5号-11号・14号のみ）・16番、中宮北町。

卒業生は枚方市立第一中学校に進学する。

## 交通
- 京阪本線・交野線 枚方市駅 北東へ約1.6km。
- 京阪本線 御殿山駅 南東へ約1.6km。
- 京阪バス 中宮北町バス停 すぐ。
- 京阪バス 中宮住宅前バス停 北へ約300m。